# معرضة كبيرة
معرضة كبيرة قرية سوريّة تتبع إداريّاً لمحافظة حلب منطقة منبج ناحية خفسة، بلغ تعداد سكانها (583) نسمة حسب التعداد السكاني لعام 2004.